# Chaukhandi-Gräber

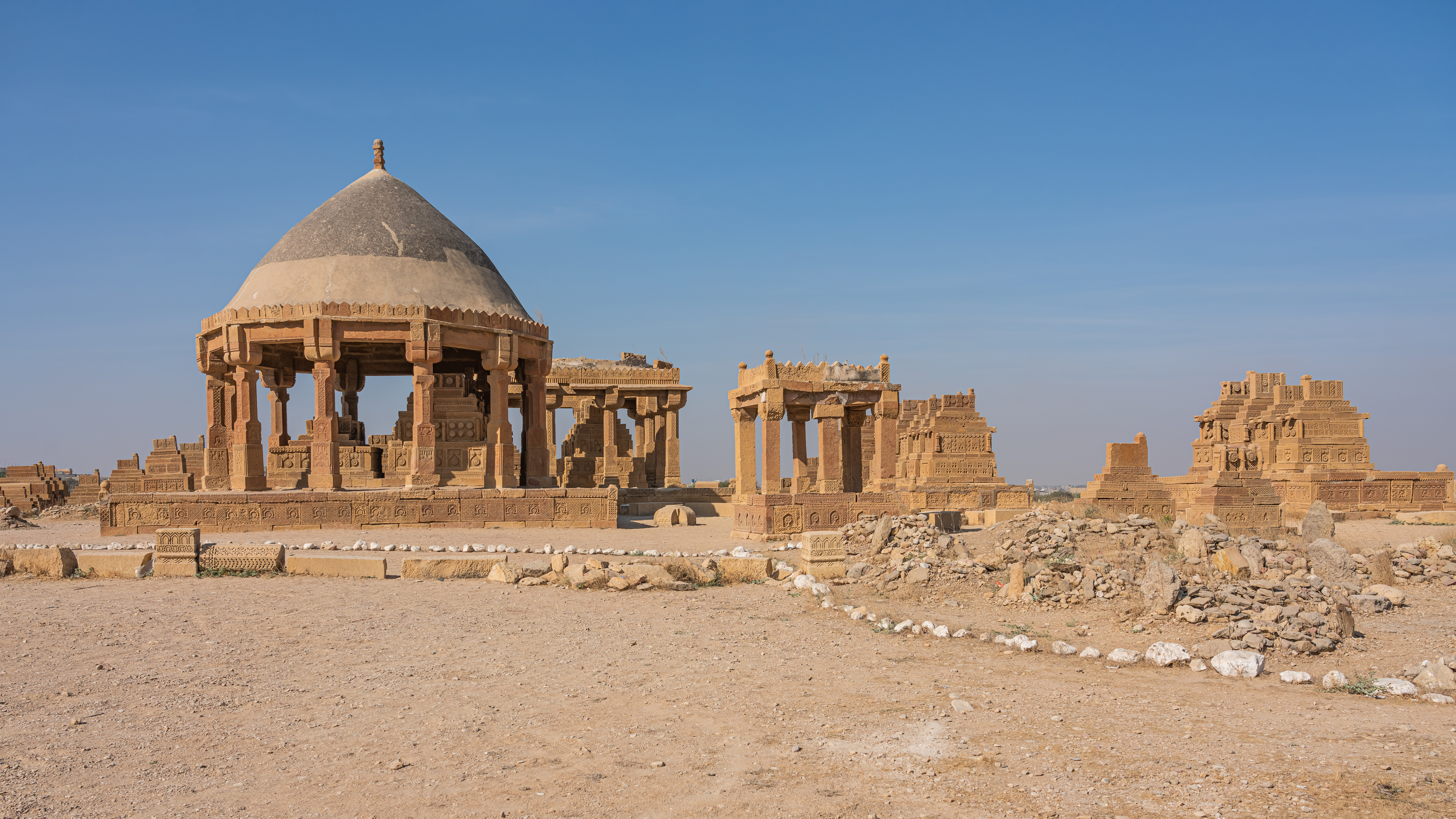
Chaukhandi-Gräber

Chaukhandi-Gräber (auch Chaukundi-Gräber) heißt ein seit vorislamischer Zeit bestehendes Gräberfeld, das knappe 30 km östlich Karatschis in der Provinz Sindh (Südostpakistan) liegt. Der Name, der „viereckig“ bedeutet, ist von den Mausoleen der Reichen abgeleitet, deren ummauerte Kuppel von vier Ecksäulen getragen werden.

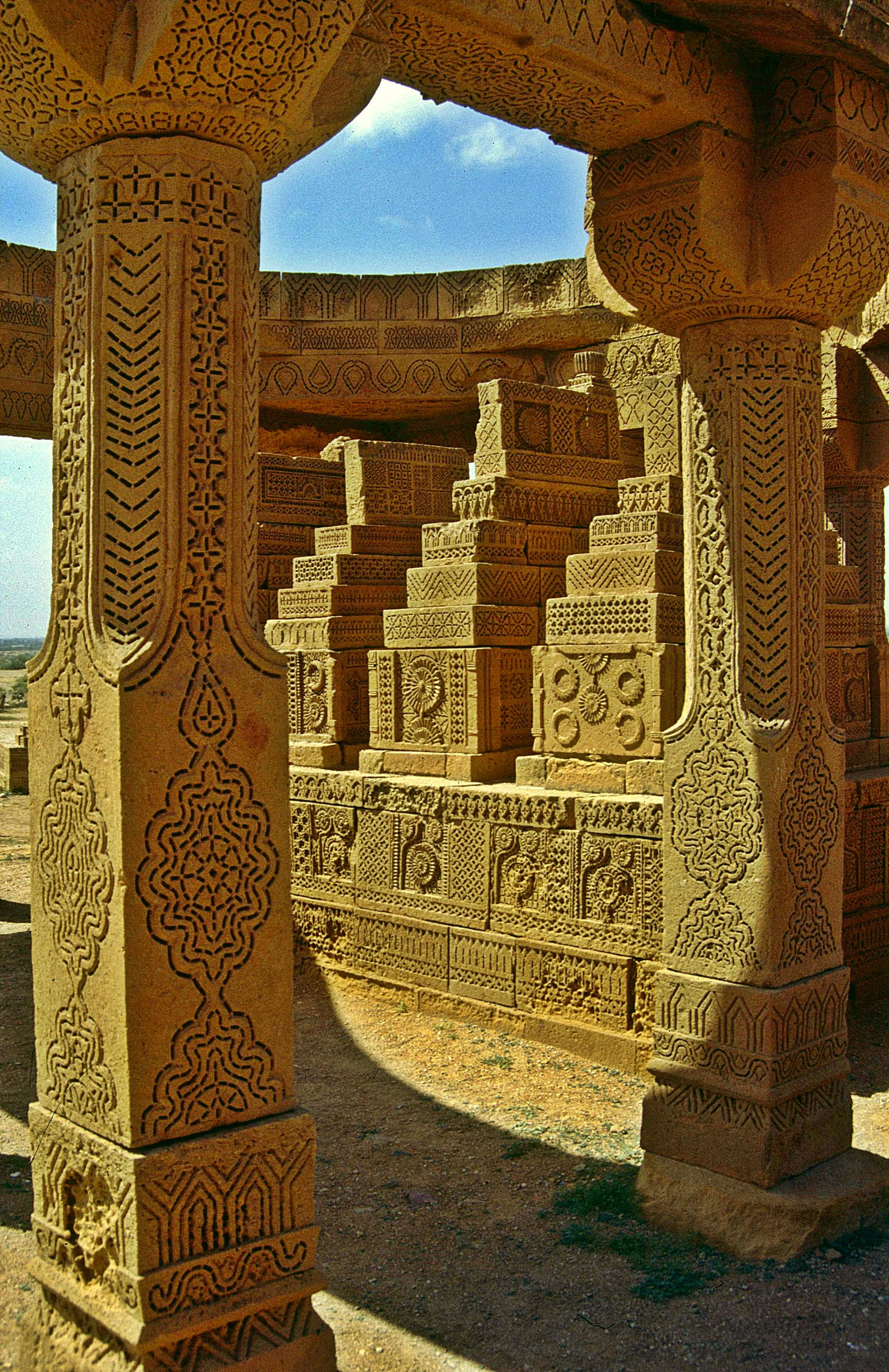
Detail eines der Chaukhandi-Gräber, Aufnahme von 1990

Die Sandsteinplatten sind ohne Mörtel zusammengefügt und tragen seit dem 16. Jahrhundert reichen Steinmetzschmuck, der spezifisch „sindhisch“ und nicht mit anderen Stilformen verwandt ist. Mehrere Steinkästen sind übereinandergeschichtet und verjüngen sich nach oben. Die Frauengräber zeigen in den Verzierungen Blumen und Schmuck, der die Bedeutung der Toten widerspiegelt. Unislamisch sind die figürlichen Darstellungen auf den Männergräbern (Waffen, Pferde, Reiter).
Ähnliche Gräber finden sich auch in Hinidan in der Provinz Belutschistan. Deshalb heißen die Chaukhandi-Gräber auch „Baluchi-Gräber“.